# Bathylaimus septentrionalis
Bathylaimus septentrionalis is een rondwormensoort uit de familie van de Tripyloididae. De wetenschappelijke naam van de soort is voor het eerst geldig gepubliceerd in 1927 door Filipjev.